# Список заслуженных артистов Эстонской ССР
Список заслуженных артистов Эстонской ССР
Ниже приведён список заслуженных артистов Эстонской ССР по годам присвоения звания.

## 1940-е

### 1945
- Куузик, Тийт (1911—1990) — оперный певец[1]

### 1946
- Ирд, Каарел Кириллович (1909—1986) — актёр, режиссёр[2]
- Клас, Анна Иосифовна (1912—1999) — пианистка и педагог[3]
- Карм, Каарел (1906—1979) — актёр[4]
- Хансен, Леопольд-Оттомар (1879—1964) — актёр[5]

### 1948
- Конса, Амалия (1873—1949) — певица[6]

## 1950-е

### 1950
- Девяткин, Михаил Константинович (1916—2003), актёр[7]

### 1951
- Церебилко, Евгения Георгиевна (1913—1985), театральная актриса[8]

### 1952
- Тальви, Айно (1909—1992), театральная актриса[9]

### 1953
- Отс, Георг Карлович (1920—1975) — оперный и эстрадный певец[10]

### 1954
- Эскола, Антс Вольдемарович (1908—1989), актёр театра и кино[11]

### 1955
- Отсус, Велда Михкеловна (1913—2006), балерина и актриса[12]

### 1957
- Кальяспоолик, Юхан Янович (1909—1979), кларнетист[13]
- Нууде, Рудольф Александрович (1909—1980), актёр театра[12]
- Треймут, Арнольд Виллемович (1907—1987), валторнист[14]
- Эскола, Олев (1914—1990) — эстонский актёр[15]

### 1958
- Вяльбе, Катрин Габриелевна (1904—1981), актриса[16]
- Прохоров, Сергей Александрович (1909—1987), дирижёр и фаготист[17]

## 1960-е

### 1960
- Тийу Рандвийр (Телп) (р. 1938), балерина[18]

### 1962
- Варанди, Пауль (1913—1974), актёр[19]

### 1963
- Сепп, Арнольд Петрович (1900—1975), флейтист[20]
- Тальмре, Герман Юханнесович (1912—1999), гобоист[21]
- Тамм, Воотеле Петрович (1909—1981), трубач[21]

### 1964
- Абел, Эрвин Александрович (1929—1984), актёр и писатель[22]
- Ярвет, Юри Евгеньевич (1919—1995), актёр[23]

### 1967
- Зейдер, Аби Рувенович (1920—1999), трубач[24]

### 1968
- Крумм, Хендрик Арсеньевич (1934—1989), оперный певец[25]
- Милкоп, Эльмар Анетте (1910—1978), фаготист[26]
- Савускан, Ирина Александровна (1905—1984) — театральная актриса[27].

### 1969
- Войтес, Маргарита Артуровна (1936—2024) — оперная певица[28]
- Микивер, Микк Арнольдович (1937—2006) — актёр, режиссёр[29]

## 1970-е

### 1970
- Мёльдер, Рихард Михкелевич (1922—1975), трубач[30]

### 1971
- Аав, Тыну (1939–2019), актёр театра и кино[31]

### 1972
- Раудмяэ, Юло Иоханнесович (1923—1990), тромбонист[32]

### 1974
- Кааль, Ану (р. 1940), певица[33]
- Саанпере, Эуген Карлович (1917—2001), фаготист[34]
- Саулус, Самуэль Аугустович (1933—1990), флейтист[35]

### 1976
- Крийт, Роланд Юрьевич (1917—1998), кларнетист[36]

## 1980-е

### 1980
- Вийдинг, Юхан (1948—1995), актёр[37]
- Йоала, Яак (1950—2014), эстрадный певец и музыкальный педагог[38]

### 1981
- Алтров, Ханнес Рихардович (р. 1944), кларнетист[39]
- Пекаревский, Герман Твеевич (1934—2001), тромбонист[40]
- Лилье, Пеэтер (1950—1993), дирижёр[41]

### 1982
- Эвальд Аавик (1941–2024), актёр[42]
- Вейнманн, Мартин (р. 1950), актёр[43]
- Кулль, Элле (р. 1952) — актриса[44]

### 1983
- Киви, Эве Йоханнесовна (р. 1938) — актриса[45]
- Оруссаар, Сигрид Хельмутовна (р. 1944), флейтистка[46]

### 1984
- Вески, Анне Тынисовна (р. 1956), певица[47]

### 1985
- Нагла, Хендрик Тавидович (р. 1941), кларнетист и саксофонист[48]

### 1987
- Ыун, Яан Артурович (1945—1996) — флейтист[49]
- Контрерас, Херардо (1940—2009) — актёр театра[50]
- Иво Линна (р. 1949) — эстрадный певец[51]

### 1988
- Медведев, Василий Михайлович (р. 1957), балетмейстер, солист балета, педагог[52]